# Rasukan
Rasukan is een bestuurslaag in het regentschap Purworejo van de provincie Midden-Java, Indonesië. Rasukan telt 341 inwoners (volkstelling 2010).